# Barazoku
Barazoku (薔薇族 “Tribù delle rose”) è il primo periodico giapponese a tiratura nazionale specificamente pensato per un pubblico omosessuale maschile o interessato a stringere amicizie di tipo omosociale maschile. Venne pubblicato in formato cartaceo dal giugno 1971 al 2004.

## Contenuti
Secondo Jonathan Mackintosh, il concetto che sta alla base della pubblicazione di Barazoku è il “senso di solidarietà” (Rentaikan), un traguardo conseguibile grazie ai contributi inviati dai lettori stessi sotto forma di annunci personali e di racconti, interviste, resoconti, pezzi autobiografici.
Come esempio delle tematiche affrontate da Barazoku, negli anni cinquanta il concetto di democrazia importato dagli Stati Uniti si traduce per il Giappone nell'incontro e nell'inglobamento dell'ethos omosessuale appartenente a un filone culturale fino ad allora alieno, quello della pederastia ateniese, per il tramite degli scritti del suo maggiore esponente, il Socrate/Platone del Fedro, il cui rapporto tipo fu tradotto in Giappone come shōnen'ai 少年愛, letteralmente “amore per i ragazzi”. Ciò forma le basi per la difesa postbellica dell'omosessualità maschile. Addirittura, diversi studiosi, tra cui Iwakura Tomohide in Ningen Tankyū, tracciano una genealogia del genere umano corrispondente alle figure omosessuali, arretrando da André Gide a Michelangelo sino a Platone.
Questa spiccata enfasi posta sul piano storico è utile, in prospettiva futura, per rompere il vincolo assoluto tra eteronormatività e forze sociali e per consentire agli omosessuali di reclamare la propria utilità all'interno della società, il cui culmine è raggiunto dal tentativo di configurarsi come migliori interpreti della democrazia e della libertà, il nuovo sogno contemporaneo le cui radici affondano nei rapporti delineati da Platone.
L'influsso della filosofia greca si avverte anche nella ritrovata eroticizzazione dei corpi maschili: benché nei caratteri generali ci sia una ripresa del tipo di bellezza guerriera tradizionale, essa non si esplica più soprattutto negli abiti, i quali occupavano una grande porzione delle stampe erotiche di epoca Tokugawa: adesso i modelli fotografati per Barazoku non indossano nulla a parte il fundoshi, l'intimo tradizionale, e la pelle è desiderata di un candore quasi latteo. Quest'enfasi sul bianco dei corpi si ritrova anche al di fuori dei circoli omosessuali e comporta una ridefinizione di tutta l'estetica nazionale, passando anche nell'immaginario di raffinati interpreti della contemporaneità, come Jun'ichirō Tanizaki.
A sua volta, il modello dei rapporti ‘maschio’-‘maschio’ intergenerazionali tipico del Giappone pre-Meiji (il termine generico è nanshoku 男色 "eros maschile") è ripreso dagli studiosi occidentali, e le numerose testimonianze relative a esso occupano una parte consistente del corpus attuale degli studi dedicati all'omosessualità tout court.
Come esempio di una storia breve pubblicata su Barazoku, Mackintosh segnala un sodomiya shōsetsu (“narrativa sodomitica”), Shiroi iro no jōyoku (“Lamento bianco”) di Afu Ōgiya, comparsa sulle pagine di Barazoku nel 1954.
Durante la Seconda guerra mondiale, un soldato americano di stanza in Cina si nasconde in una caverna sulle montagne: qui incontra un giapponese in fin di vita. Lo statunitense, l'ufficiale Fatherless, lo accudisce e i due diventano intimi, ma il giapponese, nonostante le cure ricevute, muore. Anni dopo, a Fatherless viene assegnato un incarico in Giappone dove incontra il figlio del soldato giapponese, Kiyokawa; Kiyokawa lavora in una base americana dove sbarca il lunario anche prostituendosi. In breve, i due diventano intimi e Fatherless sostituisce il padre di Kiyokawa. Il loro legame si crea per il tramite del sesso e del cibo che Fatherless offre a Kiyokawa. In Lamento Bianco l'America è dunque un alleato benevolo e di per sé autosufficiente (mentre Kiyokawa ha bisogno di una figura di riferimento, l'americano no, poiché è appunto Fatherless, “Senza Padre”), sebbene il rapportarsi non sia semplice: Kiyokawa vive forti sensi di colpa nell'unirsi a Fatherless per il disgusto di iniziare una relazione metaforicamente incestuosa.